# 小城子街站
小城子街站是长春轨道交通8号线车站，位于长春市宽城区亚泰大街，为一高架站点。2018年10月30日试运营。